# Gleba
Ovaj članak govori o dijelu nekih gljiva. Za selo u Poljskoj vidi Gleba, Mazovjecko vojvodstvo.
Gleba je mesnata sporoforna unutarnja masa gljiva kao što su puhare ili smrčci.
Gleba je čvrsta masa spora stvorena unutar zatvorenog prostora u sporokarpu. Kontinuirana zrioba sporogenih stanica ostavlja spore kao praškastu masu koja se lako može otpuhnuti. Gleba može biti ljepljiva ili okružena oklopom (peridiolom).
Ona čini tkivo obično prisutno u angiokarpoznom plodištu posebice kod gastromiceta. Angiokarpozna se plodišta obično sastoje od ploda zatvorenog unutar pokrova koji ne formira njegov dio, npr. lješnjak okružen svojom ljuskom ili žir smješten u svojoj kupuli. Prisutnost glebe može se vidjeti kod krumpirača i puhara. Gleba se sastoji od micelija i bazidija a može sadržavati također niti kapilicija (oglave).